# Перевозчик (телесериал)
«Перево́зчик» (англ.  Transporter: The Series) — экшн-телесериал по мотивам одноимённой серии фильмов Люка Бессона. Бюджет первых 12 серий составил 43 миллиона долларов.
Сериал был закрыт после двух сезонов из-за низких рейтингов.

## Сюжет
В центре телевизионного шоу бывший сотрудник Сил специального назначения, в настоящее время перевозчик разных грузов, который не задает лишних вопросов. Сериал «Перевозчик» продолжает рассказ о приключениях бывшего спецназовца Фрэнка Мартина, героя серии экшн-фильмов «Перевозчик» Люка Бессона (Перевозчик, Перевозчик 2, Перевозчик 3). Джейсона Стейтема в роли главного героя сменил актер Крис Вэнс.
Фрэнк Мартин — профессиональный курьер, который способен доставить что угодно, куда угодно и кому угодно. Три четких правила, которые герой выработал для себя, гласят: «Никогда не менять условий сделки», «Никогда не открывать груз» и «Не знать ничьих имен». Три правила, которые Фрэнк постоянно нарушает…

## В ролях

### Главные герои
- Крис Вэнс — Фрэнк Мартин[3] (24 эпизода, 2012—2014)
- Франсуа Берлеан — инспектор Таркони (14 эпизодов, 2012—2014)
- Чарли Хюбнер — Дитер Хаусманн (13 эпизодов, 2012—2014)
- Виоланте Плачидо — Кэт (12 эпизодов, 2014)
- Андреа Ошварт — Карла Валери[3] (12 эпизодов, 2012—2013)
- Дельфин Шанеак — Джульетт Дюбуа (12 эпизодов, 2012—2013)

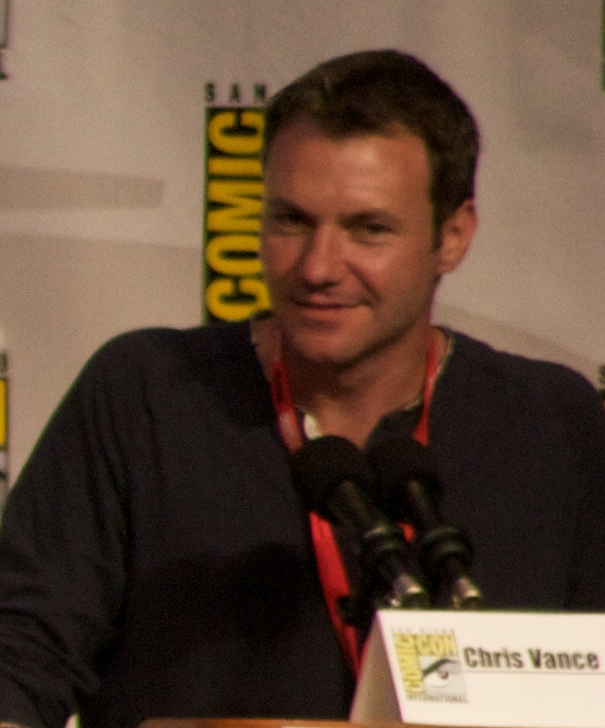
Крис Вэнс, исполнитель главной роли сериала

### Второстепенные персонажи
- Крут Келли — голос (6 эпизодов, 2012—2013)
- Джулиан Ричингс — голос (5 эпизодов, 2012)
- Марк Рендалл — Джулс Фаро (4 эпизода, 2014)
- Дафер Лабидин — Оливер Дассен (2 эпизода, 2014)
- Афина Карканис — Мауга (2 эпизода, 2012)
- Челси Хоббс — Эмили Кэссон / Джет (1 эпизод, 2012)
- Рэйчел Скарстен — Делия Вайгерт (1 эпизод, 2012)
- Джейн Маклин — Фиона (1 эпизод, 2012)
- Моника Бугайски Хьюис — Сибилл (1 эпизод, 2012)

## Audi A8
- В первом сезоне все основные машины Фрэнка это разные черные бронированные Audi A8 с одним и тем же французским номером MB-970-AS.
- Во втором сезоне все основные машины Фрэнка это также разные черные бронированные Audi A8L с одним и тем же французским номером «FMT 216A»[4]. Это аллюзия на знаменитый автомобильный номер Джеймса Бонда «BMT 216A», который стоит на его Aston Martin DB5.